# Гиза (област)
Гиза (на арабски: الجيزة) е мухафаза в Централен Египет, разположена на двата бряга на река Нил. Граничи с областите Матрух, Бухайра, Минуфия и Калюбия на север, Кайро и Суец на изток и Червено море, Бени Суеф, Фаюм, Миня и Уади ал Джадид на юг. Административен център е град Гиза. Населението е 8 632 021 души (28 март 2017).